# Мелани
Мелани Сафка (на английски: Melanie Safka) е американска поп певица. Тя е родена през 1947 година в Ню Йорк. Става популярна в началото на 70-те години с песни като „Brand New Key“, „Lay Down (Candles in the Rain)“ и „What Have They Done To My Song Ma“.